# Anton Janko
Anton Janko (* 29. August 1909 in Muckenbrunn, Böhmen; † 26. August 2000 in Neumarkt in der Oberpfalz) war ein deutscher katholischer Geistlicher und Theologe.
Janko machte am Jesuitengymnasium in Mariaschein sein Abitur und studierte danach von 1930 bis 1939 an der Universität Rom Philosophie, Theologie und Bibelwissenschaft. In Rom wurde er auch am 14. Juli 1935 zum Priester geweiht. Während des Zweiten Weltkrieges war er in Seelenz bei Iglau in der Pfarrseelsorge eingesetzt.
Im Jahr 1946 wurde Janko aus seiner Heimat vertrieben und wurde Kaplan in der Diözese Mainz. Ein Jahr später wurde er zum Präfekten an das Schülerkonvikt des Albertus-Magnus-Kollegs in Königstein im Taunus berufen. Dort war er seit der Gründung der PTH Königstein beschäftigt. Zunächst als Lehrbeauftragter, war er von 1957 bis zur Schließung der Hochschule Professor für alttestamentliche Exegese und biblische Sprachen. Von 1977 bis 1978 war er Leiter des Albertus-Magnus-Kollegs Königstein. Im September 1978 wurde er emeritiert und zog zu Verwandten nach Siegenhofen.